# Alois Brunner
Alois Brunner (* 8. April 1912 in Nádkút, Komitat Vas, Ungarn, Österreich-Ungarn; † zwischen 2001 und 2010 in Damaskus, Syrien) war ein österreichischer SS-Hauptsturmführer. Er war einer der wichtigsten Mitarbeiter Adolf Eichmanns bei der Vernichtung der europäischen Juden, im NS-Jargon „Endlösung der Judenfrage“. Als Leiter von zu diesem Zweck eingesetzten SS-Sonderkommandos war Brunner zwischen 1939 und 1945 mitverantwortlich für die Deportation von 128.500 Juden aus Wien, Berlin, Griechenland, Frankreich und der Slowakei in die deutschen Konzentrations- und Vernichtungslager. In der Literatur wird für ihn mitunter die Kurzbezeichnung Brunner I verwendet, in Abgrenzung zu Anton Brunner (Brunner II).

## Leben

### Jugendjahre und NS-Tätigkeit bis 1938
Brunner wurde in Deutsch-Westungarn als Sohn des Bauern Josef Brunner geboren. Von 1918 bis 1927 besuchte er die Volks- und die Bürgerschule und absolvierte anschließend eine kaufmännische Lehre in Fürstenfeld. Zum 29. Mai 1931 trat der damals 19-Jährige in Fürstenfeld in die NSDAP (Mitgliedsnummer 510.064) und etwa ein halbes Jahr später auch in die SA ein. Sein Eintritt in die SA kostete ihn, wie er später in einem Lebenslauf angab, 1932 seine Stelle beim Kaufmann in Fürstenfeld. Nachdem er 1932 in Graz einen dreimonatigen privaten „Kriminalkurs“ besucht hatte, war er ab Anfang 1933 zwei Monate lang Bezirksstellenleiter eines Grazer Darlehensverbandes in Hartberg, danach von Mai bis September 1933 Pächter des Hartberger „Kaffeerestaurants Wien“, wobei seinen Angaben zufolge das väterliche Erbteil und damit sein „gesamtes Vermögen […] verloren“ ging.
Im September 1933 reiste Brunner ins Deutsche Reich aus und meldete sich dort bei der Österreichischen Legion. Als Grund für seine Ausreise aus Österreich gab er 1938 in einem NS-Personalfragebogen an, dass er auf Befehl seines Kreisleiters gehandelt habe, da er in der Schweiz einen Posten habe antreten wollen. Bis Juni 1938 blieb er bei der Österreichischen Legion und brachte es in dieser Zeit zum SA-Obertruppführer (vergleichbar dem Rang eines Oberfeldwebels in der Wehrmacht) im Nachrichtensturmbann. Nach dem Anschluss 1938 kehrte er nach Österreich zurück und war im Sommer 1938 für kurze Zeit Außenstellenleiter der Kreisbauernschaften Eisenstadt und Oberpullendorf beim Reichsnährstand in Eisenstadt. Vermutlich auch angesichts des schwindenden Einflusses der SA gegenüber der SS trat er zum 15. November 1938, wie er in seinem Lebenslauf angab, „freiwillig“ der SS bei.(SS-Nummer 342.767).

### Im Eichmannreferat (1938–1945)
Im November 1938 wurde Brunner der Zentralstelle für jüdische Auswanderung in Wien zugeteilt, wo er die Sekretärin Anna Röder kennenlernte, die er 1942 heiratete. Zuerst als Mitarbeiter Eichmanns, dann ab 1941 als Leiter der Zentralstelle, organisierte Brunner fortan die Deportation der Wiener Juden in Ghettos und Vernichtungslager im Osten. Januar 1942 wurde er zum Hauptsturmführer befördert. Am 9. Oktober 1942 meldete er, dass Wien „judenfrei“ sei, was bedeutete, dass 180.000 Wiener zum Verlassen ihrer Heimat gezwungen oder aber bereits in den sicheren Tod geschickt worden waren.
Von Oktober 1942 bis Jänner 1943 arbeitete er im Berliner Eichmannreferat und ließ 56.000 Berliner Juden deportieren. Im Februar 1943 wurden er, Dieter Wisliceny und Alfred Slawik versetzt. Von Eichmann in das nach dem Balkanfeldzug (1941) besetzte Griechenland geschickt, organisierten sie als Mitglieder des „Sonderkommandos der Sicherheitspolizei für Judenangelegenheiten Saloniki-Ägäis“ den Transport von 50.000 Juden aus Saloniki in die Todeslager. Neben seiner Menschenjagd fand er immer wieder Zeit, sich an dem Hab und Gut der Verfolgten zu bereichern. Der systematische Raub von Wohnungen, Möbeln und Kunstwerken begleitete sein Wirken vom Anfang bis zum Ende. Schon 1938 zog er mit seiner Verlobten in eine beschlagnahmte Villa im Wiener Nobelbezirk Währing.
Sein nächster Einsatz erfolgte in Paris: Im Juli 1943 wurde er Leiter eines Sonderkommandos der Gestapo im Durchgangs- und Sammellager Drancy. 22 Transporte jüdischer Menschen gingen unter Brunners Kommando nach Auschwitz. In Verhören neuer Ankömmlinge erfuhr er die Namen von weiteren Verwandten der Opfer und ließ ganze Familien verhaften. Er war der Hauptverantwortliche der SS und organisierte den „Nachschub“ für die Vernichtungslager. Brunner leitete die Jagdkommandos, die versteckt lebende Juden aufspürten. Mit Unterstützung des Vichy-Regimes setzte Brunner im Herbst 1943 seine systematische Verfolgung von Juden im unbesetzten Südfrankreich fort. Pro Jude waren 1000 Franc Belohnung ausgesetzt. Hier war unter anderem auch „Judensachbearbeiter“ und SS-Obersturmführer Heinz Röthke beteiligt. Die Verhaftungen fanden meistens nachts statt, Folter diente zur Erpressung weiterer Namen. Während die Wehrmacht bereits auf ihrem Rückzug aus Frankreich war, ließ Brunner in der Zeit vom 20. bis 24. Juli 1944 noch 1327 jüdische Kinder in Paris verhaften und deportieren. Als Brunner am 17. August 1944, eine Woche vor der Befreiung von Paris, im letzten Zug aus dem Durchgangslager Drancy mit einundfünfzig deportierten Personen, darunter Georges André Kohn (Gedenkstätte Bullenhuser Damm), sowie weiterem deutschen Militärpersonal Frankreich verließ, war beabsichtigt, die Deportierten als potenzielle Geiseln zu verwenden.
Brunner hatte 23.500 Juden jeglichen Alters aus Frankreich in die Todeslager verschleppen lassen. Von September 1944 bis Februar 1945 sorgte er für die Zerschlagung der jüdischen Untergrundbewegung in der Slowakei und leitete das KZ Sereď, von wo aus er 12.000 Menschen zur Vernichtung nach Auschwitz deportieren ließ. Außerdem wird vermutet, dass Brunner persönlich Siegmund Bosel während eines Häftlingstransports nach Riga erschossen hat.

### Tätigkeit nach 1945
Im Frühjahr 1945 traf sich Brunner ein letztes Mal mit Eichmann und dessen verbliebenen Mitarbeitern in Altaussee. Danach versteckte er sich zeitweise in Lembach im Mühlkreis und geriet dann kurzzeitig in Linz in US-amerikanische Kriegsgefangenschaft. Brunner flüchtete dann von Linz nach München und arbeitete unter falschem Namen als LKW-Fahrer für die US-Besatzungstruppen. Im Dezember 1945 brachte Brunners Ehefrau die gemeinsame Tochter zur Welt. Ab 1947 arbeitete Brunner in der Zeche Carl Funke in Essen. Als er zum Betriebsrat gewählt werden sollte, drohte seine Identität aufzufliegen. Trotzdem lebte Alois Brunner als „Alois Schmaldienst“ bis 1954 in Essen und war sogar polizeilich gemeldet. Ein Verfahren „wegen falscher Namensführung“ wurde angestrengt.
Nachdem er 1954 von Gerichten in Marseille und Paris wegen seiner Kriegsverbrechen gegen die Résistance in Abwesenheit zum Tode verurteilt worden war, musste er Europa verlassen. Der prominenteste Fluchthelfer Brunners war Reinhard Gehlen, Chef der Organisation Gehlen und ab 1956 erster Präsident des BND. Auch der Bundestagsabgeordnete der CDU Rudolf Vogel soll ein Fluchthelfer gewesen sein, was dieser jedoch abstritt. Ein weiterer Fluchthelfer war Georg Fischer, Leibwächter Konrad Adenauers. Mit dessen Pass gelangte er im Frühling 1954 nach Syrien, wo er fortan als Dr. Georg Fischer lebte. Brunner arbeitete dort für den BND als „Experte“ für die Region Naher Osten. Alois Brunner arbeitete in Syrien kurze Zeit als Vertreter für die Dortmunder Actien-Brauerei. Zudem war er für das Pharmaunternehmen Thameco und den Spirituosen-Hersteller Mampe tätig. Brunner hatte enge geschäftliche Kontakte mit Franz Rademacher, dem ehemaligen „Judenreferenten“ des Auswärtigen Amtes. Ebenso war er ein Bekannter des nach Syrien geflüchteten „Euthanasiearztes“ Emil Gelny. Nach Erkenntnissen von Simon Wiesenthal arbeitete Brunner eng mit dem syrischen Geheimdienst Muchabarat zusammen und genoss dort mindestens zeitweise auch Personenschutz. Als Leiter einer Import-Export-Firma in Syrien versorgte er zudem arabische Länder mit Waffen und Militärgerät.
Während des Eichmann-Prozesses 1961 in Israel bot Brunner Eichmanns Anwalt Robert Servatius in einem Brief nach Deutschland seine Hilfe an: „Ich würde mich freuen, wenn ich dazu beitragen könnte, die einseitigen Belastungen seiner Gegner zu entwerten.“ Servatius schickte einen Vertrauten zu Brunner, ließ dessen Zeugenaussage im Prozess aber ungenutzt. 1961 verübte der französische Geheimdienst SDECE einen Anschlag auf Brunner. Grund dafür waren seine Waffendeals mit der algerischen Unabhängigkeitsbewegung FLN, die sich im Kampf gegen die französische Kolonialherrschaft befand. Aufmerksam auf ihn wurde der Geheimdienst, weil Anfang der 1960er Jahre bekannt geworden war, dass Brunner die Entführung eines jüdischen Prominenten plane, um ihn gegen Eichmann auszutauschen, was vom deutschen Verfassungsschutz bestritten wurde. Auf Alois Brunner wurden zudem zwei Briefbombenanschläge verübt. Der erste Anschlag im Jahr 1961 kostete ihn ein Auge. Im Juli 1980 erhielt Alois Brunner alias Georg Fischer in Damaskus Post vom „Verein Freunde der Heilkräuter“ aus Österreich: Die Briefbombe zerfetzte ihm vier Finger der linken Hand. Den Anschlägen folgten keine Bekennerschreiben. 2017 wurden in Israel Dokumente veröffentlicht, die Agenten des Mossad als Absender belegen.
Vorgetragene Erkundigungen der österreichischen Regierung nach Brunner in den 1970er Jahren wurden von den Behörden damit abgetan, der Gesuchte sei nicht in Syrien gewesen. In Wirklichkeit lebte „Dr. Georg Fischer“ unbehelligt in Damaskus. Er lebte so wenig geheim, dass es ohne Weiteres möglich war, ihn telefonisch – auch aus dem Ausland – zu erreichen. Laut den Akten des Verfassungsschutzes traf Brunner Eichmann noch Ende 1959 in Kuwait, um Waffengeschäfte zu besprechen. Zudem hatte er laut diesen Akten über viele Jahre – vom Ende der 50er Jahre bis mindestens 1984 – auch Kontakt zu dem rechtsextremen ehemaligen Generalmajor Otto Ernst Remer und traf Ende 1988 in Damaskus den österreichischen Neonazi und Holocaustleugner Gerd Honsik, um mit ihm über dessen Buch „Freispruch für Adolf Hitler“ zu sprechen.
Die syrische Regierung unter Hafez al-Assad stand kurz davor, Brunner an die DDR auszuliefern, doch der Fall der Berliner Mauer im November 1989 unterbrach die Kontakte und stoppte den Auslieferungsplan.
Am 10. Oktober 1985 gab Fischer, alias Brunner, der Zeitschrift Bunte ein Interview, in dem er betonte: „Israel wird mich nie bekommen.“ Das Interview strotzte derart vor mordwütigen antisemitischen Ausfällen, dass die Zeitschrift es nur in Teilen veröffentlichte. Der Journalist, der Brunner interviewt hatte, berichtete einige Jahre später, Brunner sei immer noch stolz auf seine Beteiligung gewesen, dieses – so wörtlich – „Dreckszeug“ wegzuschaffen. Damit meinte er die Juden, die er hatte deportieren lassen. Er sei mit seinem Leben zufrieden und würde, bestünde die Möglichkeit, alles noch einmal so machen. Nur eines ärgere ihn: dass noch immer Juden in Europa lebten. 1987 führte der Krone-Journalist Kurt Seinitz in Damaskus ein Interview mit Brunner, in dem dieser verkündete: „Seien Sie froh, dass ich das schöne Wien für Sie judenfrei gemacht habe.“ Seinitz berichtete, Brunner sei der widerwärtigste Mensch, der ihm je untergekommen sei. 1992 forderte das Bundeskriminalamt von dem Journalisten, der Alois Brunner 1985 interviewt hatte, die Fotos und kam nach langer Zeit zu dem Ergebnis, dass es sich „vermutlich um Aufnahmen von Alois Brunner handelt“. Mehrere Auslieferungsanträge Deutschlands und anderer Staaten sowie ein Interpol-Haftbefehl und Aktivitäten des Simon Wiesenthal Centers blieben erfolglos.
Aus dem Jahr 1993 ist ein weiterer Kontakt zu Brunner überliefert. Er wurde von Touristen in einem Café erkannt, stellte sich mit seinem alten Namen vor und plauderte angeregt. Danach ging er mit seinem Schäferhund und fuhr in sein neues Domizil, ein Gästehaus Hafiz al-Assads in den Bergen nahe Damaskus. 1995 wurde von deutschen Staatsanwälten eine Belohnungssumme von 333.000 US-Dollar für Informationen zur Ergreifung Brunners ausgesetzt. Im Dezember 1999 kamen Gerüchte auf, Brunner sei 1996 verstorben. Dagegen gaben deutsche Journalisten an, sie hätten Brunner lebend im Meridian-Hotel in Damaskus angetroffen, wo er nunmehr ansässig sei. Am 2. März 2001 wurde Brunner von einem französischen Gericht in Abwesenheit wegen Verbrechen gegen die Menschlichkeit zu einer lebenslangen Freiheitsstrafe verurteilt.
Die österreichische Justizministerin Maria Berger setzte 2007 erstmals in Österreich eine Belohnung von 50.000 Euro für Hinweise aus, die zur Ausforschung, Ergreifung und Verurteilung Brunners führen. Gegen Brunner besteht ein Haftbefehl des Landesgerichts für Strafsachen Wien. Nachdem sich über Jahre der Verdacht hielt, Brunner sei BND-Resident in Damaskus gewesen, fand die BND-interne Forschungs- und Arbeitsgruppe „Geschichte des BND“ 2011 heraus, dass in den Jahren 1996 und 2007 insgesamt 253 Personalakten vernichtet worden waren. Im August 2011 wurde aus Stasi-Akten bekannt, dass die DDR und Syrien auf Initiative von Beate und Serge Klarsfeld Ende der 1980er Jahre über eine Auslieferung Brunners an die DDR verhandelt hatten. Wie wahrscheinlich damals eine Auslieferung war und wie ernsthaft die DDR dies verfolgte, wurde kontrovers diskutiert.
Einer APA-Meldung vom 30. November 2014 zufolge soll Brunner nach Angaben des Simon Wiesenthal Centers im Jahr 2009 oder 2010 in Damaskus gestorben sein. Das österreichische Justizministerium beließ Brunner allerdings vorerst weiterhin auf der 2007 erstellten Liste von Personen, für die eine Belohnung von 50.000 Euro für zur Ergreifung führende Hinweise ausgelobt wurde. Nach einem Bericht des französischen Magazins XXI von Januar 2017, der auf Berichten von syrischen Geheimdienstmitarbeitern beruht, soll Brunner ab 1989 unter hausarrestähnlichen Bedingungen im Diplomatenviertel von Damaskus gelebt haben. Ende der 1990er Jahre sei er aus „Sicherheitsgründen“ in einen Kellerraum des Hauses umgezogen, den er dann nicht mehr verlassen habe. Dem Bericht zufolge soll Brunner 2001 gestorben und heimlich nach muslimischer Sitte auf dem Friedhof Al Affif beigesetzt worden sein. Von Serge Klarsfeld wurde der Bericht als sehr glaubhaft eingestuft. Einer der ehemaligen Wachleute sagte, dass Brunner, der in Syrien unter dem Namen Abu Hussein gelebt habe, „in seinen letzten Jahren viel gelitten und geweint“ habe, „sich nicht einmal waschen konnte“ und nur „ein Ei oder eine Kartoffel“ pro Tag aß.
Mitte Juli 2022 wurde der gegen Brunner vorliegende Haftbefehl des Amtsgerichts Köln aufgehoben und damit Verfahren und Fahndung eingestellt. Grundlage dafür war, dass Brunner juristisch als tot galt, da er, wenn er noch am Leben gewesen wäre, 110 Jahre alt gewesen wäre. Das Gericht übernahm damit die Sichtweise, dass Brunner in Syrien verstorben ist.

## Akteneinsichtsverweigerung durch das Bundesamt für Verfassungsschutz
Ab 2012 beantragte ein deutscher Journalist Einsichtnahme in die beim Bundesamt für Verfassungsschutz (BfV) vorhandenen Akten über Brunner. Erst nach einer Untätigkeitsklage beschied das BfV den Antrag ablehnend mit der Begründung, nur über Unterlagen aus der Zeit nach 1984 zu verfügen, die damit der archivrechtlichen Schutzfrist von 30 Jahren unterlägen. Das Verwaltungsgericht Köln verurteilte am 25. Juli 2013 das BfV zur Neubescheidung des Antrags, weil über eine mögliche Verkürzung der Schutzfrist eine Ermessensentscheidung zu treffen sei. Der vom BfV gegen das erstinstanzliche Urteil beantragten Zulassung der Berufung wurde am 10. Oktober 2017 vom Oberverwaltungsgericht Nordrhein-Westfalen stattgegeben, der Berufung mit Urteil vom 5. Juli 2018 aber nur teilweise. Eine Ermessensentscheidung sei nur über die Einsicht in Unterlagen, die vor mehr als 30 Jahren zu den Akten gelangten, zulässig und erforderlich. Entgegen der Auffassung des BfV entschied das Berufungsgericht, eine Unterlage sei das einzelne, in einer Akte enthaltene Dokument bzw. Schriftstück und ein Vorgang im Geschäftsbereich des BfV eine Teileinheit der Gesamtakte, nicht die Gesamtakte als Ganzes. Die zugelassene Revision legte das BfV ein. Der damalige BfV-Präsident Hans-Georg Maaßen (CDU) drohte damit, ggf. auf die Änderung des Bundesarchivgesetzes hinwirken zu wollen: „Wenn das Urteil vom OVG Münster in Sachen Brunner vom Bundesverwaltungsgericht bestätigt wird, werden wir dafür sorgen, dass das (Bundesarchiv-)gesetz geändert wird.“ Abgeordnete von SPD und FDP kritisierten, Maaßen gehe respektlos mit Pressefreiheit und Justiz um. Der medienpolitische Sprecher der SPD-Bundestagsfraktion, Martin Rabanus, erklärte: „Das Bundesamt für den Verfassungsschutz muss unsere Demokratie schützen, nicht Nazis.“
Im Juli 2018 forderten auch Überlebende des Vernichtungslagers Auschwitz-Birkenau und das Internationale Auschwitz Komitee die Offenlegung aller Akten zum NS-Kriegsverbrecher Alois Brunner in Deutschland. Im Dezember 2019 verwarf das Bundesverwaltungsgericht die Revision und bestätigte die Auffassung des Oberverwaltungsgerichtes. Im April 2022 wurde einer Anfrage nach dem BArchG stattgegeben und die Dokumente vom BfV herausgegeben.

## Filme

### Dokumentarfilme
- Die Akte B. – Alois Brunner: Die Geschichte eines Massenmörders (1998)[42]
- Nazis im BND – Neuer Dienst und alte Kameraden; Film von Christine Rütten, 2013
- Alois Brunner, le bourreau de Drancy; ein Dokumentarfilm von Philippe Tourancheau – Frankreich, 2018, Éclectic Production, mit Unterstützung der Fondation pour la Mémoire de la Shoah.[43]
- Doku zur Serie: Alte Freunde, neue Feinde  – Deutschland 2023, WDR (Online bei DasErste.de, Video verfügbar bis 17. Januar 2024)

### Spielfilme
- Bonn – Alte Freunde, neue Feinde  – Deutschland 2023, Odeon Fiction in Zusammenarbeit mit Wilma Film, Historische Miniserie im Auftrag der ARD. Mit André Eisermann als Brunner (Online bei DasErste.de, Video verfügbar bis 24. Juli 2023)[44]

## Im Radio
- SWR2 2013: Auf eigene Faust: Ein Münchner Kabarettist jagt in Syrien Adolf Eichmanns Stellvertreter Alois Brunner  (Seite nicht mehr abrufbar, festgestellt im März 2024. Suche in Webarchiven) SWR (PDF)